# Đệ Tam Cộng hòa Pháp
Đệ Tam Cộng hòa Pháp (tiếng Pháp: la Troisième République, đôi khi còn được viết là la IIIe République) là Chính thể cộng hòa của Pháp tồn tại từ cuối Đệ Nhị Đế quốc Pháp được thành lập sau thất bại của Louis-Napoléon trong Chiến tranh Pháp - Phổ năm 1870 đến khi xuất hiện Chế độ Vichy trên đất Pháp sau cuộc xâm lược Pháp của Đức Quốc xã năm 1940.
Adolphe Thiers, được xem là le Libérateur du Territoire (người giải phóng lãnh thổ) và đi theo nền Cộng hòa vào thập niên 1870, đã gọi nền cộng hòa vào thập niên 1870 là "hình thức chính phủ ít chia rẽ nước Pháp nhất". Đệ Tam Cộng hòa là chế độ kéo dài lâu nhất kể từ Cách mạng Pháp 1789.

## Bối cảnh
Năm 1852, Napoléon III theo chân người chú Napoléon I, trở thành Hoàng đế Pháp và thành lập Đệ Nhị Đế chế Pháp. Tuy nhiên, sự trỗi dậy của Đế quốc Đức đã thay đổi cán cân quyền lực ở châu Âu và Đế chế thứ hai chỉ tồn tại 18 năm. Thủ tướng Phổ Otto von Bismarck đã dẫn dắt Phổ trở thành lãnh đạo của Liên bang Đức. Để kích thích tình cảm quốc gia ở khu vực Đức, một nhà nước Đức thống nhất đã được thành lập, Bismarck đã giả vờ như lộ ra những tuyên bố của Pháp về Phổ qua sự kiện Mật điện Ems (tiếng Đức: Emser Depesche), gây ra kích động xã hội ở cả 2 nước dẫn đến cuộc chiến tranh Pháp-Phổ. Tháng 9 năm 1870, trong trận Sedan, Napoléon III bị bắt làm tù binh, Đệ Nhị Đế chế Pháp sụp đổ. Ngày 4 tháng 9, một cuộc đảo chính không đổ máu đã xảy ra ở Pháp, Đệ Tam Cộng hòa Pháp được thành lập. Sự sụp đổ của chế độ Napoléon III đã chính thức chấm dứt chế độ quân chủ nước Pháp, đồng thời chấm dứt sự thống trị của nhà Napoléon đối với chính trị Pháp kể từ Cách mạng Pháp năm 1789.
Sau khi chế độ Napoléon III sụp đổ năm 1870, một số đảng Cộng hòa cánh tả cực đoan đã xông vào Paris và kiểm soát các cơ quan chính phủ. Công xã Paris được thành lập vào đầu năm 1871, trở thành chế độ vô sản đầu tiên, nhưng nó đã sớm bị quân đội chính phủ tư sản đàn áp.

## Lịch sử
Những ngày đầu của nền Đệ tam Cộng hòa bị chi phối bởi những bất ổn chính trị gây ra bởi Chiến tranh Pháp-Phổ năm 1870-1871, nơi đất nước vẫn chìm trong cuộc chiến ngay cả sau khi hoàng đế Napoléon III bị phế truất vào năm 1870. Người Phổ đã chiến thắng và đòi trả thù. và sáp nhập các lãnh thổ Alsace và Lorraine của Pháp. Những mất mát này dẫn đến sự hỗn loạn chính trị xã hội và thành lập Công xã Paris. Ban đầu, nó đã cố gắng thiết lập lại chế độ quân chủ, nhưng tranh chấp về hệ thống quân chủ và ai sẽ là ngai vàng cuối cùng đã khiến ý tưởng này không thể thực hiện được. Do đó, một nền cộng hòa mới (thứ ba trong lịch sử của đất nước) đã được tuyên bố, ban đầu với ý định là tạm thời nhưng ngay sau đó được thành lập như một chính phủ chính thức và thường trực.
Sau đó, nó đã được viết Hiến pháp Pháp năm 1875 xác định các thông số của Đệ tam cộng hòa. Nó đã được ký kết với một cơ quan lập pháp tự trị, được chia thành Hạ viện (Chambre des députés) và Thượng viện (Sénat), và tổng thống (Président de la republique), từng là lãnh đạo điều hành. Hai tổng thống đầu tiên, Adolphe Thiers và Patrice de Mac-Mahon, đã phải tập trung chính quyền của mình vào việc bảo tồn nền cộng hòa và thảo luận về các vấn đề chính trị khác, như có thể khôi phục chế độ quân chủ, một ý tưởng đã từng bị loại bỏ khi chính phủ đạt được sự ổn định chính trị và giành được sự ủng hộ phổ biến.
Ở trong nước, một trong những điểm chính của Cộng hòa mới là vấn đề tách Nhà nước, làm giảm ảnh hưởng của Giáo hội Công giáo trong đời sống chính trị. Sự ổn định nội bộ đã dẫn đến một thời kỳ phát triển kinh tế và thịnh vượng mới, không chỉ trong lĩnh vực tài chính mà cả khu vực văn hóa và xã hội (Belle Époque). Mặc dù trước trong chính trị cấp tiến, đảng Bảo thủ chiếm ưu thế trong đời sống chính trị trong những năm đầu thế kỷ XX cho đến khi chủ nghĩa xã hội lấy lại sức mạnh trong cuộc bầu cử giữa hai cuộc chiến giai đoạn. Các đảng chính là Républicains Modérés (Cộng hòa vừa phải, trung tâm), Alliance démocratique (Dân chủ Cộng hòa Liên minh, các trung hữu) và Radical-socialiste (đảng cấp tiến, cánh tả).
Các nhà lãnh đạo đầu tiên ít chú ý đến chính sách đối ngoại, thích tập trung vào các vấn đề nội bộ, ngay cả sau thất bại của Phổ trong cuộc chiến năm 1870. Tuy nhiên, với sự thống nhất của Đức và sự trỗi dậy của một cường quốc quân sự và kinh tế ở châu Âu, các tổng thống và thủ tướng Pháp bắt đầu chú ý hơn đến các vấn đề lục địa và toàn cầu. Những năm 1880 - 90 bị thống trị bởi Sát Châu Phi, nhưng cuối cùng, Đệ tam Cộng hòa đã chứng kiến sự bành trướng của Đế quốc Thực dân Pháp, với việc thiết lập tài sản của mình ở Đông Dương thuộc Pháp, Madagascar và Polynesia và, trên quy mô lớn hơn, ở Tây Phi.
Cuối cùng, sự trỗi dậy của quyền lực Đức trên lục địa châu Âu đã khiến người Pháp bắt đầu mối quan hệ với đối thủ cũ của họ, Anh. Vào tháng 4 năm 1904, đại diện của Đệ tam Cộng hòa và chính phủ Anh đã ký một loạt thỏa thuận chính trị - quân sự, thành lập một liên minh mới (Entente Cordiale). Do đó, vào năm 1914, người Anh và người Pháp đã chiến đấu cùng nhau trên các mặt trận khác nhau chiến tranh thế giới thứ nhất chống lại Đế quốc Đức. Bốn năm sau, người Đức sẽ chấp nhận thất bại và ký Hiệp ước Versailles, cấp các lãnh thổ cho Pháp (như sự trả lại Alsace và Lorraine) và cam kết trả tiền bồi thường. Chiến thắng đến với chi phí cao, với hơn một triệu lính Pháp chết trong chiến đấu và bốn triệu người khác bị thương, cũng như tình hình kinh tế xấu đi (với nợ công tăng gấp ba và lạm phát tăng lên đến mức cắt cổ). Tại bàn đàm phán, trong khi Vương quốc Anh, Hoa Kỳ và hầu hết các đồng minh muốn "duy trì hòa bình" trong thời hậu chiến Pháp đòi trả thù chống lại Đức bằng cách đặt chúng dưới áp lực kinh tế to lớn, mà sẽ gây khó chịu cho dân chúng Đức và sẽ khiến họ chuyển sang các nhóm dân tộc chủ nghĩa ngoài cùng bên phải, giống như Đức Quốc Xã.
Thời kỳ giữa chiến tranh đã chứng kiến sự phân cực chính trị giữa Liên minh Cộng hòa Dân chủ và Xã hội Chủ nghĩa. Mặc dù nền kinh tế Pháp phải chịu đựng trong Chiến tranh thế giới thứ nhất và sau cuộc khủng hoảng năm 1929, đất nước này đã hồi phục vào giữa những năm 1930, do công nghiệp nặng và sản xuất kéo. Cộng hòa thứ ba vào năm 1938 ủng hộ chính sách xoa dịu của chính phủ Anh nhằm xoa dịu tham vọng của Đức Quốc Xã, do Adolf Hitler lãnh đạo, nhưng cuộc xung đột đã không tránh khỏi và vào tháng 9 năm 1939, Pháp tuyên chiến với Đức. Vào tháng 5 năm 1940, người Đức đã xâm chiếm Pháp từ phía đông và vào tháng 6, Wehrmacht (quân đội Đức Quốc Xã) tuần hành tại Paris. Người Pháp đơn giản là không thể ngăn chặn cuộc chiến chớp nhoáng của Đức và sau đó kêu gọi ngừng bắn. Vào ngày 22 tháng 6 năm 1940, mười tháng sau khi chiến tranh thế giới thứ hai bắt đầu, chính phủ Pháp đã ký một hiệp định đình chiến với người Đức. Điều này đánh dấu sự kết thúc của nền Đệ tam Cộng hòa. Sau đó, Đức chiếm đóng quân sự ở phía bắc lãnh thổ Pháp, trong khi miền nam vẫn nằm dưới sự kiểm soát của chính quyền bù nhìn Vichy (gọi là France Vichy, hay L'État français), dưới sự lãnh đạo của cựu Thống chế Philippe Pétain (anh hùng của cuộc chiến trước). Một số nhà lãnh đạo chính trị và quân sự Pháp bác bỏ chính phủ áp đặt bởi người Đức và tuyên bố tự do Pháp (La France libre) một chính phủ song song lưu vong dưới sự lãnh đạo của Charles de Gaulle. Đức chỉ rời khỏi lãnh thổ Pháp vào cuối năm 1944 và một chính phủ lâm thời mới được ký kết, cho đến năm 1946, Cộng hòa thứ tư được tuyên bố.
Chính khách Adolphe Thiers (người từng là tổng thống thứ hai của Pháp) nói rằng chủ nghĩa cộng hòa, vào những năm 1870, là "hình thức chính phủ ít chia cắt đất nước nhất"; tuy nhiên, chính trị trong thời kỳ Đệ Tam Cộng hòa bị phân cực cao. Cánh tả, ngày càng cực đoan hơn, tự xưng là người thừa kế của Cách mạng Pháp. Quyền, tự xưng là một nhà vô địch của giai cấp nông dân, tán tỉnh chủ nghĩa độc đoán, và bảo vệ lợi ích của Giáo hội Công giáo và Quân đội. Mặc dù khác nhau phân chia tư tưởng và cử tri (ngay cả những nỗ lực đảo chính), Đệ tam Cộng hòa vẫn sống sót và bảy mươi năm, làm cho Troisième République Chính phủ Pháp đã có thêm thời gian kéo dài kể từ khi chế độ quân chủ cũ sụp đổ (Ancien Régime) vào năm 1789.

### Khảo sát
- Bell,David, et al. A Biographical Dictionary of French Political Leaders since 1870 (1990), 400 short articles by experts
- Bernard, Philippe, and Henri Dubief. The Decline of the Third Republic, 1914–1938 (The Cambridge History of Modern France) (1988) excerpt and text search
- Beaupré, Nicolas. Les Grandes Guerres 1914–1945 (Paris: Éditions Belin, 2012) 1152 pp. ISBN 978-2-7011-3387-4; in French; online review in English by James E. Connolly, Nov. 2013)
- Brogan, D. W The development of modern France (1870–1939) (1953) online
- Bury, J. P. T. France, 1814–1940 (2003) ch 9–16
- Encyclopædia Britannica (12th ed. 1922) comprises the 11th edition plus three new volumes 30-31-32 that cover events since 1911 with very thorough coverage of the war as well as every country and colony. Included also in 13th edition (1926) partly online
  - full text of vol 30 ABBE to ENGLISH HISTORY online free
- Fortescue, William. The Third Republic in France, 1870–1940: Conflicts and Continuities (2000) excerpt and text search
- Furet, François. Revolutionary France 1770-1880 (1995), pp 492–537. survey of political history by leading scholar
- Hutton, Patrick H., ed. Historical Dictionary of the Third French Republic, 1870–1940 (Greenwood, 1986) online edition Lưu trữ ngày 1 tháng 2 năm 2013 tại archive.today
- Larkin, Maurice. France since the Popular Front: Government and People, 1936–1986 (Oxford UP, 1988)
- Mayeur, Jean-Marie, and Madeleine Rebirioux. The Third Republic from its Origins to the Great War, 1871–1914 (The Cambridge History of Modern France) (1988) excerpt and text search
- Shirer, William L. The Collapse of the Third Republic: An Inquiry into the Fall of France, New York: Simon and Schuster, 1969 online free to borrow
- Thomson, David. Democracy in France: The third republic (1952) online
- Wolf, John B. France: 1815 to the Present (1940) online free pp 349–501.
- Wright, Gordon. France in Modern Times (5th erd. 1995) pp 205–382

### Chính sách đối ngoại và thuộc địa
- Adamthwaite, Anthony. Grandeur and Misery: France's Bid for Power in Europe 1914–1940 (1995) excerpt and text search
- Conklin, Alice L. A Mission to Civilize: The Republican Idea of Empire in France and West Africa, 1895–1930 (2000) excerpt and text search
- Duroselle, Jean-Baptiste. France and the Nazi Threat: The Collapse of French Diplomacy 1932–1939 (2004); Translation of his highly influential La décadence, 1932–1939 (1979)
- Gooch, G.P. Franco-German Relations 1871–1914 (1923)
- MacMillan, Margaret. The War that Ended Peace: The Road to 1914 (2013).
- MacMillan, Margaret. Paris 1919: six months that changed the world (2007).
- Nere, J. Foreign Policy of France 1914–45 (2010)
- Quinn, Frederick. The French Overseas Empire (2001)

### Ý tưởng chính trị và thực tiễn
- Hanson, Stephen E (2010). "The Founding of the French Third Republic". Comparative Political Studies. Quyển 43 số 8–9. tr. 1023–1058. doi:10.1177/0010414010370435.
- Jackson, Julian. The Politics of Depression in France 1932–1936 (2002) excerpt and text search
- Kennedy, Sean. Reconciling France Against Democracy: the Croix de feu and the Parti social français, 1927–1945 (McGill-Queen's Press-MQUP, 2007)
- Kreuzer, Marcus. Institutions and Innovation: Voters, Parties, and Interest Groups in the Consolidation of Democracy—France and Germany, 1870–1939 (U. of Michigan Press, 2001)
- Lehning, James R.; To Be a Citizen: The Political Culture of the Early French Third Republic (2001) online edition Lưu trữ ngày 28 tháng 6 năm 2011 tại Wayback Machine
- Passmore, Kevin (1993). "The French Third Republic: Stalemate Society or Cradle of Fascism?". French History. Quyển 7 số 4. tr. 417–449. doi:10.1093/fh/7.4.417.

### Văn hóa và Xã hội
- La Belle Époque. New York: The Metropolitan Museum of Art. 1982. ISBN 978-0870993299.
- Freundschuh, Aaron. The Courtesan and the Gigolo: The Murders in the Rue Montaigne and the Dark Side of Empire in Nineteenth-Century Paris (2017) excerpt and text search
- Price, Roger. A Social History of Nineteenth-Century France (1987) [https://www.questia.com/library/book/a-social-history-of-nineteenth-century-france-by-roger-price.jsp Lưu trữ ngày 28 tháng 6 năm 2011 tại Wayback Machine complete text online at Questia
- Robb, Graham. The Discovery of France: A Historical Geography, from the Revolution to the First World War (2007)
- Weber, Eugen. The Hollow Years: France in the 1930s (1996)
- Weber, Eugen. Peasants into Frenchmen: The Modernization of Rural France, 1870–1914 (1976) excerpt and text search
- Weber, Eugen. France, Fin de Siècle (1988)
- Zeldin, Theodore. France: 1848–1945: Politics and Anger; Anxiety and Hypocrisy; Taste and Corruption; Intellect and Pride; Ambition and Love (2 vol 1979), topical history

### Phụ nữ, tình dục, giới tính
- Copley, A. R. H. Sexual Moralities in France, 1780–1980: New Ideas on the Family, Divorce and Homosexuality (1992)
- Diamond, Hanna. Women and the Second World War in France, 1939–1948: choices and constraints (Harlow: Longman, 1999)
- Moses, Claire. French Feminism in the 19th Century (1985) excerpt and text search
- Pedersen, Jean. Legislating the French Family: Feminism, Theater, and Republican Politics: 1870–1920 (2003) excerpt and text search

### Chiến tranh thế giới thứ nhất
- Audoin-Rouzeau, Stephane, and Annette Becker. 14–18: Understanding the Great War (2003) ISBN 0-8090-4643-1
- Becker, Jean Jacques. The Great War and the French People (1986)
- Darrow, Margaret H. French Women and the First World War: War Stories of the Home Front (2000)
- Doughty, Robert A. Pyrrhic Victory: French Strategy and Operations in the Great War (2008), 592pp; excerpt and text search, military history
- Fridenson, Patrick, ed. The French Home Front, 1914–1918 (1993).
- Gooch, G. P. Recent Revelations of European Diplomacy (1940), pp 269–30 summarizes published memoirs by main participants
- Smith, Leonard V. et al. France and the Great War (2003)
- Tucker, Spencer, ed. European Powers in the First World War: An Encyclopedia (1999)
- Winter, Jay, and Jean-Louis Robert, eds. Capital Cities at War: Paris, London, Berlin 1914–1919 (2 vol. 1999, 2007), 30 chapters 1200pp; comprehensive coverage by scholars vol 1 excerpt; vol 2 excerpt and text search